# Роше, Джейми
Джейми Джон Роше (швед. Jamie John Roche; род. 5 апреля 2001, Уппсала) — шведский футболист, защитник клуба «Лозанна».

## Клубная карьера
Футболом начал заниматься в команде «Белинге». В 11-летнем возрасте перешёл в академию «Сириуса», где выступал за различные юношеские команды. С 2020 года стал привлекаться к тренировкам с основной командой. Впервые в её составе в официальном матче Роше вышел на поле 29 февраля в матче группового этапа кубка Швеции с «Вестеросом», заменив в середине второго тайма Стефано Веккью. 22 апреля подписал с клубом первый профессиональный контракт, рассчитанный на три года. 15 июля 2020 года дебютировал в чемпионате Швеции во встрече очередного тура против АИК, появившись на поле на 72-й минуте вместо Даниэля Ярла. В феврале 2021 года продлил действующее соглашение с командой до конца 2024 года.

## Личная жизнь
Отец — Джон Роше, в прошлом футболист, выступал на полупрофессиональном уровне за английские и шведские клубы. Дед — Джимми Роше, также в прошлом футболист, выступавший в том числе за «Миллуолл» и «Кристал Пэлас».

## Клубная статистика
| Выступление      | Выступление      | Выступление      | Лига | Лига | Кубки | Кубки | Конт. кубки | Конт. кубки | Итого | Итого |
| Клуб             | Лига             | Сезон            | Игры | Голы | Игры  | Голы  | Игры        | Голы        | Игры  | Голы  |
| ---------------- | ---------------- | ---------------- | ---- | ---- | ----- | ----- | ----------- | ----------- | ----- | ----- |
| Сириус           | Аллсвенскан      | 2020             | 18   | 0    | 2     | 0     | 0           | 0           | 20    | 0     |
| Сириус           | Аллсвенскан      | 2021             | 14   | 0    | 2     | 1     | 0           | 0           | 16    | 1     |
| Сириус           | Итого            | Итого            | 32   | 0    | 4     | 1     | 0           | 0           | 36    | 1     |
| Всего за карьеру | Всего за карьеру | Всего за карьеру | 32   | 0    | 4     | 1     | 0           | 0           | 36    | 1     |